# كيفن كيلي (مدرب رياضي)
كيفن كيلي (بالإنجليزية: Kevin Kelly)‏ هو مدرب رياضي أمريكي، ولد في 1960.